# Kaliningrad Stadion
Kaliningrad Stadion (ryska: Стадион Калининград, Stadion Kaliningrad), även kallad Arena Baltika, är en idrottsarena i Kaliningrad, Ryssland med en kapacitet på 35 212 åskådare. 
Arenan invigdes 12 maj 2018 och är hemmaplan för det ryska fotbollslaget FC Baltika Kaliningrad som spelar i den ryska andra divisionen.